# Salutogenesi
La Salutogenesi è lo studio delle origini (genesi) della salute (salus) e si concentra sui fattori che supportano il benessere umano, piuttosto che sulle cause delle malattie (patogenesi). Questo approccio, noto come modello salutogenico, è stato sviluppato dal sociologo medico Aaron Antonovsky (1923–1994), il quale si è chiesto: “Cosa rende le persone sane?”. 

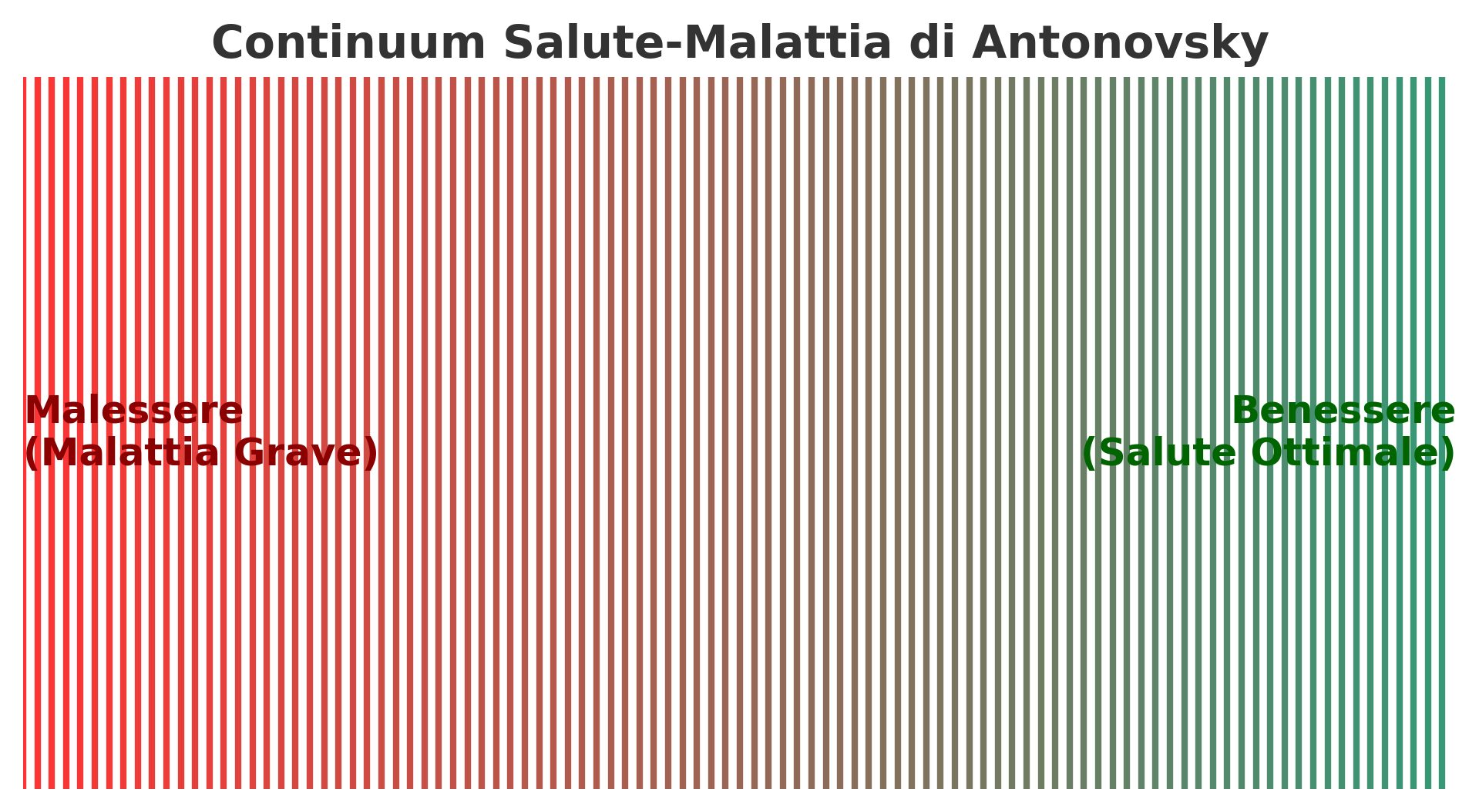
Diagramma che illustra il modello del continuum salute-malattia, parte della teoria della salutogenesi di Aaron Antonovsky.

## Origini e sviluppo
Il concetto di salutogenesi è stato introdotto da Antonovsky nel contesto di uno studio sui sopravvissuti all’Olocausto. Egli osservò che, nonostante le esperienze traumatiche vissute, alcuni individui erano riusciti a mantenere un buon livello di salute e benessere. Questa constatazione portò allo sviluppo di una teoria che si concentra sui fattori che promuovono la salute, anziché su quelli che causano malattia.
Nel suo libro Health, Stress and Coping (1979), Antonovsky descrisse vari fattori che permettono alle persone di affrontare lo stress e adattarsi positivamente alle difficoltà della vita. Successivamente, nel libro Unraveling the Mystery of Health (1987), approfondì il concetto, dimostrando che la salute si colloca lungo un continuum salute-malattia, anziché essere una condizione dicotomica (sano/malato).

## Concetti fondamentali

### Il continuum salute-malattia

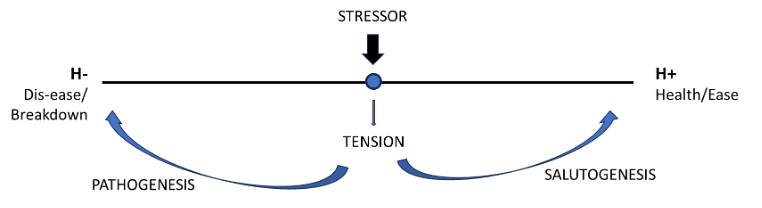
Il continuum salute/malattia.

Antonovsky propose un modello che considera la salute come un continuum tra due estremi: benessere e malessere. Ogni individuo si posiziona lungo questo spettro in base a fattori fisici, psicologici e sociali. In questo modello, lo stress è onnipresente, ma non determina necessariamente esiti negativi sulla salute: la differenza risiede nelle risorse disponibili per affrontarlo.

### Risorse di resistenza generalizzate (GRR) e specifiche (SRR)
Secondo la teoria salutogenica, il modo in cui le persone gestiscono lo stress dipende dalla disponibilità di risorse di resistenza generalizzate (Generalized Resistance Resources, GRR) e specifiche (Specific Resistance Resources, SRR).
Le GRR includono fattori come il supporto sociale, la stabilità economica e la resilienza psicologica, che aiutano a mantenere un equilibrio di fronte alle difficoltà. Le SRR, invece, sono risorse specifiche per affrontare particolari situazioni stressanti.
L’efficacia con cui una persona utilizza queste risorse è determinata dal suo senso di coerenza (Sense of Coherence, SOC).

### Il senso di coerenza (SOC)
Il senso di coerenza è un costrutto centrale della teoria salutogenica. Antonovsky lo definì come un orientamento globale alla vita, caratterizzato da tre componenti principali:
1. Comprensibilità: la percezione che gli eventi della vita siano strutturati, prevedibili e spiegabili.
2. Gestibilità: la convinzione di disporre delle risorse necessarie per affrontare le sfide della vita.
3. Significatività: la sensazione che la vita abbia uno scopo e che valga la pena affrontare le difficoltà.

Un alto livello di SOC consente agli individui di affrontare meglio lo stress, mantenendo un buono stato di salute e benessere.

## Applicazioni della salutogenesi
Il modello salutogenico è stato applicato in numerosi ambiti, tra cui:
- Psicologia della salute: per comprendere come le persone sviluppino strategie di coping efficaci[10].
- Sanità pubblica: per la promozione della salute e il miglioramento della qualità della vita[11].
- Medicina comportamentale: per integrare strategie di prevenzione basate sulla resilienza.
- Luogo di lavoro: per creare ambienti che favoriscano il benessere psicofisico[12].
- Architettura sanitaria: per progettare spazi che promuovano la salute e il recupero[13].